# Doubs (Doubs)
Doubs település Franciaországban, Doubs megyében. Lakosainak száma 3309 fő (2022. január 1.). Doubs Arçon, Pontarlier és Vuillecin községekkel határos.

## Népesség
A település népességének változása:
| Lakosok száma | 789  | 1267 | 1677 | 2405 | 2728 | 2888 | 3021 | 3198 | 3235 | 3309 |
|               | 1968 | 1982 | 1990 | 2006 | 2013 | 2015 | 2017 | 2019 | 2020 | 2022 |